# Centroptilum semirufum
Centroptilum semirufum är en dagsländeart som beskrevs av Mcdunnough 1926. Centroptilum semirufum ingår i släktet Centroptilum och familjen ådagsländor. Inga underarter finns listade i Catalogue of Life.